# Campionati italiani di sci alpino 1971
I Campionati italiani di sci alpino 1971 si svolsero a Bressanone dal 3 al 7 marzo; furono assegnati i titoli di discesa libera, slalom gigante, slalom speciale e combinata, sia maschili che femminili.

## Risultati

### Uomini

#### Discesa libera
| Pos. | Atleta              | Nazione | Tempo   |
| ---- | ------------------- | ------- | ------- |
| 1    | Marcello Varallo    | Italia  | 1:32,70 |
| 2    | Helmuth Schmalzl    | Italia  | 1:32,85 |
| 3    | Giuseppe Compagnoni | Italia  | 1:32,87 |
| 4    | Stefano Anzi        | Italia  | 1:33,68 |
| 5    | Ilario Pegorari     | Italia  | 1:34,03 |
| 6    | Franco Griot        | Italia  | 1:34,64 |
| 7    | Erwin Stricker      | Italia  | 1:34,74 |
| 8    | Franco Bieler       | Italia  | 1:34,85 |
| 9    | Piero Gros          | Italia  | 1:34,86 |
| 10   | Giulio Corradi      | Italia  | 1:35,07 |

Data: 7 marzo

Pista: Trametsch

#### Slalom gigante
| Pos. | Atleta               | Nazione | Tempo   |
| ---- | -------------------- | ------- | ------- |
| 1    | Eberhard Schmalzl    | Italia  | 2:42,91 |
| 2    | Giuseppe Compagnoni  | Italia  | 2:43,72 |
| 3    | Carlo Demetz         | Italia  | 2:44,14 |
| 4    | Helmuth Schmalzl     | Italia  | 2:45,73 |
| 5    | Ilario Pegorari      | Italia  | 2:46,62 |
| 6    | Tino Pietrogiovanna  | Italia  | 2:47,06 |
| 7    | Franco Bieler        | Italia  | 2:47,29 |
| 8    | Stefano Anzi         | Italia  | 2:47,53 |
| 9    | Pier Lorenzo Clataud | Italia  | 2:47,63 |
| 10   | Giansilvio Rolando   | Italia  | 2:47,65 |

Data: 4 marzo

#### Slalom speciale
| Pos. | Atleta               | Nazione | Tempo   |
| ---- | -------------------- | ------- | ------- |
| 1    | Gustav Thöni         | Italia  | 1:42,55 |
| 2    | Giulio Corradi       | Italia  | 1:44,47 |
| 3    | Giuseppe Augschöller | Italia  | 1:44,85 |
| 4    | Erwin Stricker       | Italia  | 1:46,76 |
| 5    | Pier Lorenzo Clataud | Italia  | 1:47,21 |
| 6    | Herbert Gamper       | Italia  | 1:47,43 |
| 7    | Michele Stefani      | Italia  | 1:48,42 |
| 8    | Angelo Radici        | Italia  | 1:48,93 |
| 9    | Helmuth Schmalzl     | Italia  | 1:49,03 |
| 10   | Giansilvio Rolando   | Italia  | 1:49,04 |

Data: 5 marzo

#### Combinata
| Pos. | Atleta               | Nazione |
| ---- | -------------------- | ------- |
| 1    | Helmuth Schmalzl     | Italia  |
| 2    | Stefano Anzi         | Italia  |
| 3    | Erwin Stricker       | Italia  |
| 4    | Giuseppe Augschöller | Italia  |
| 5    | Pier Lorenzo Clataud | Italia  |
| 6    | ?                    | ?       |
| 7    | ?                    | ?       |
| 8    | Gerhard Mussner      | Italia  |
| 9    | ?                    | ?       |
| 10   | ?                    | ?       |

Data: 4-7 marzo

Classifica stilata attraverso i piazzamenti ottenuti
in discesa libera, slalom gigante e slalom speciale

### Donne

#### Discesa libera
| Pos. | Atleta           | Nazione |
| ---- | ---------------- | ------- |
| 1    | Elena Matous     | Italia  |
| 2    | Clotilde Fasolis | Italia  |
| 3    | Anahid Tasgian   | Italia  |

Data: 7 marzo

#### Slalom gigante
| Pos. | Atleta           | Nazione |
| ---- | ---------------- | ------- |
| 1    | Clotilde Fasolis | Italia  |
| 2    | Lidia Pellissier | Italia  |
| 3    | Sandra Tiezza    | Italia  |
| 4    | ?                | ?       |
| 5    | Cristina Tisot   | Italia  |
| 6    | ?                | ?       |
| 7    | ?                | ?       |
| 8    | Roberta Quaglia  | Italia  |
| 9    | ?                | ?       |
| 10   | ?                | ?       |

Data: 4 marzo

Pista: Monte Fana

#### Slalom speciale
| Pos. | Atleta           | Nazione |
| ---- | ---------------- | ------- |
| 1    | Lidia Pellissier | Italia  |
| 2    | Clotilde Fasolis | Italia  |
| 3    | Sandra Tiezza    | Italia  |

Data: 3 marzo

#### Combinata
| Pos. | Atleta           | Nazione |
| ---- | ---------------- | ------- |
| 1    | Clotilde Fasolis | Italia  |
| 2    | Anahid Tasgian   | Italia  |
| 3    | Roselda Joux     | Italia  |

Data: 3-7 marzo

Classifica stilata attraverso i piazzamenti ottenuti
in discesa libera, slalom gigante e slalom speciale